# Krombeinius srilanka
Krombeinius srilanka är en stekelart som beskrevs av Darling 1988. Krombeinius srilanka ingår i släktet Krombeinius och familjen gropglanssteklar.
Artens utbredningsområde är Sri Lanka. Inga underarter finns listade i Catalogue of Life.